# Церква Богородиці (Ефес)

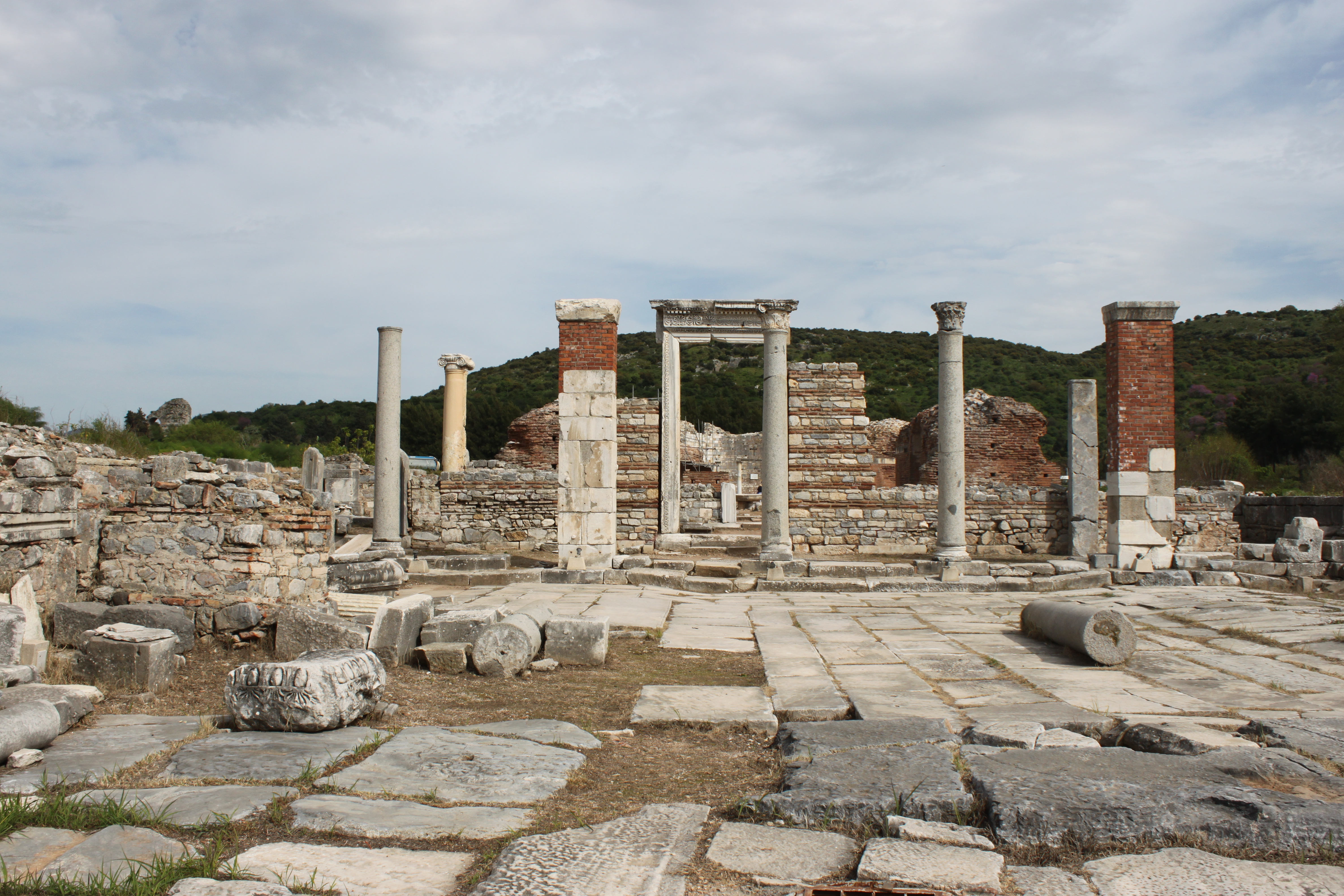
Церква Діви Марії в Ефесі

Церква Богородиці в Ефесі — кафедральний собор ефеських єпископів, споруджений в V столітті на місці давньоримської базиліки у зв'язку з проведенням у місті Третього Вселенського собору, на якому за матір'ю Ісуса був закріплений титул Богородиці. Таким чином, це перша в світі церква на честь Богоматері. Руїни храму, неабияк розширеного на рубежі VI століття, збереглися поблизу гавані стародавнього м. Ефесу.

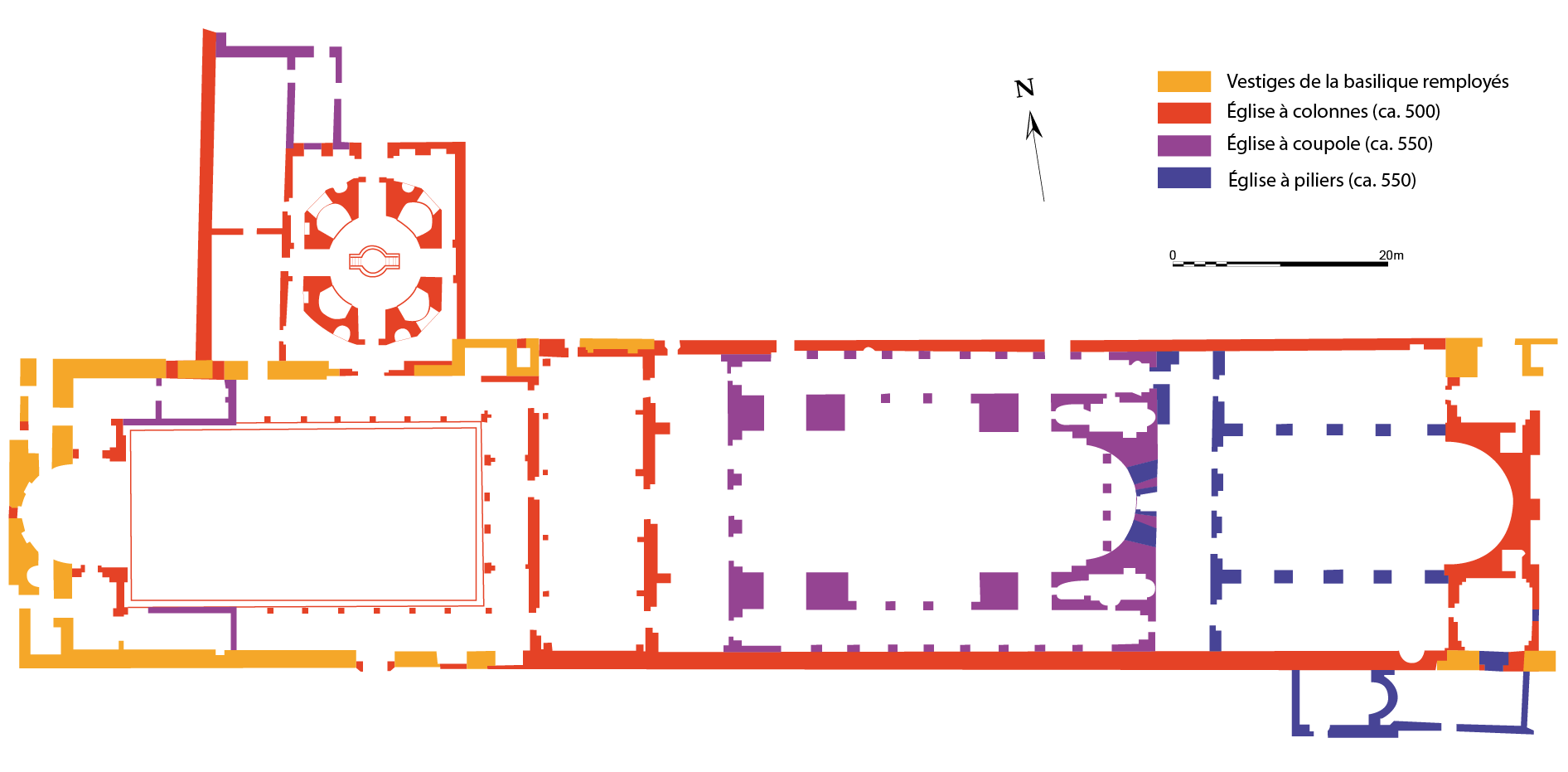
Схема споруди церкви Марії в Ефесі